# Ipconfig

ipconfig unter Windows 7: Zu sehen sind der DNS-Cache-Eintrag wikipedia.de, der dazugehörige zuständige Nameserver, sowie der Negativeintrag wipieda.de

ipconfig ist ein Kommandozeilenbefehl, der in Microsoft Windows enthalten ist. Er zeigt die verwendeten IP-Adressen und weitere Netzwerk-Informationen eines Computers an, die sich alternativ auch per Benutzeroberfläche ermitteln lassen. Über zusätzliche Schalter erlaubt der Befehl außerdem die Auslösung bestimmter Netzwerk-Aktionen.

## Verwendung
ipconfig kann per Windows 7 folgende allgemeine Informationen liefern:
- IP-Adresse
- Subnetzmaske (Subnetmask)
- Standard-Gateway

```
 Ethernetadapter LAN-Verbindung:
 
 Verbindungsspezifisches DNS-Suffix: t-online.de
 IPv6-Adresse. . . . . . . . . . . : 2001:db8:1:1:2570:79ba:984b:f44b
 Verbindungslokale IPv6-Adresse. . : fe80::2570:79ba:984b:f44b%1
 IP-Adresse. . . . . . . . . . . . : 192.168.168.20
 Subnetzmaske. . . . . . . . . . . : 255.255.255.0
 Standardgateway . . . . . . . . . : fe80::2d0:3ff:fe3c:7d00%1
                                     192.168.168.1
```

Mit ipconfig /all kann man sich folgende Informationen ausgeben lassen:
- Hostname
- DNS-Server
- NetBIOS-Knotentyp
- NetBIOS-Bereichs-ID
- IP-Routing aktiviert
- WINS-Proxy aktiviert
- NetBIOS-Auflösung durch DNS

Dazu werden Informationen zu allen Netzwerkadaptern inklusive Modems und ISDN-Karten geliefert:
- Beschreibung
- Physische Adresse (MAC-Adresse)
- DHCP aktiviert
- Subnet Mask
- Standard-Gateway
- DHCP-Server
- Erster WINS-Server
- Zweiter WINS-Server
- Gültig seit
- Gültig bis

```
Windows-IP-Konfiguration
 
 Hostname. . . . . . . . . . . . . : TESTPC
 Primäres DNS-Suffix . . . . . . . :
 Knotentyp . . . . . . . . . . . . : Hybrid
 IP-Routing aktiviert. . . . . . . : Nein
 WINS-Proxy aktiviert. . . . . . . : Nein
 
Ethernetadapter LAN-Verbindung:
  
 Verbindungsspezifisches DNS-Suffix: t-online.de
 Beschreibung. . . . . . . . . . . : Intel(R) PRO/100
 Physische Adresse . . . . . . . . : 00-0C-B1-2E-D5-E2
 DHCP aktiviert. . . . . . . . . . : Ja
 Autokonfiguration aktiviert . . . : Ja
 IPv6-Adresse. . . . . . . . . . . : 2001:db8:1:1:2570:79ba:984b:f44b(Bevorzugt)
 Verbindungslokale IPv6-Adresse  . : fe80::2570:79ba:984b:f44b%1(Bevorzugt)
 IPv4-Adresse  . . . . . . . . . . : 192.168.168.20
 Subnetzmaske  . . . . . . . . . . : 255.255.255.0
 Lease erhalten. . . . . . . . . . : Dienstag, 30. August 2014
 Lease läuft ab. . . . . . . . . . : Dienstag, 30. August 2014
 Standardgateway . . . . . . . . . : fe80::2d0:3ff:fe3c:7d00%1
                                     192.168.168.1
 DHCP-Server . . . . . . . . . . . : 192.168.168.1
 DNS-Server  . . . . . . . . . . . : 192.168.168.1
```

Mit ipconfig /release wird die IPv4-Adresse für den angegebenen Adapter freigegeben. Wird kein Adapter angegeben werden die IPv4-Adressen aller Adapter freigegeben.
Mit ipconfig /renew können die IPv4-Adressen für einen oder für alle Adapter erneuert werden. 
ipconfig /flushdns löscht den DNS Cache
Wird am Ende des jeweiligen Befehls eine 6 geschrieben, betrifft der Befehl die IPv6-Adressen.
Außerdem kann mit ipconfig /? eine Hilfe mit allen Optionen und Beispielen ausgegeben werden.
Das Sichern und Wiederherstellen eines bestehenden IP-Netzwerks ermöglicht das Tool netsh.

## POSIX
Unter Unix und unixoiden Systemen gibt der Befehl ifconfig ähnliche Informationen aus.